# Václav Feřtek
Václav Feřtek (* 27. března 1967) je bývalý český fotbalista.

## Fotbalová kariéra
V československé lize hrál za Slavii Praha. Nastoupil v 1 ligovém utkání. Ve druhé nejvyšší soutěži hrál za VTJ Tábor, nastoupil v 18 utkáních a dal 1 gól.

## Ligová bilance
| Ročník                                     | Zápasy | Góly | Klub                |
| ------------------------------------------ | ------ | ---- | ------------------- |
| 1. československá fotbalová liga 1986/1987 | 1      | 0    | Slavia Praha        |
| česká národní fotbalová liga 1988/1989     | 18     | 1    | VTJ Tábor           |
| Česká fotbalová liga 1993/1994             | -      | 3    | FC BS Vlašim        |
| 2. česká fotbalová liga 1993/1994          | -      | 1    | 1. FC Terrex Kladno |
| 2. česká fotbalová liga 2004/2005          | -      | 0    | 1. FC Terrex Kladno |
| CELKEM 1. liga                             | 1      | 0    |                     |